# Більшовик (Гомельська область)
Більшови́к (біл. Бальшавік) — смт (робітниче селище) в Уваровицькій сільраді Гомельському районі Гомельської області Білорусі за 8 км від залізничної станції Костюковка (на лінії Гомель-Жлобин). Населення 2,0 тис. осіб (2006). У селищі працює торфозавод «Більшовик».

## Населення

### Чисельність
- 2021 — 2579 осіб.